# Mandji
Mandji ist die Hauptstadt des gabunischen Departements Ndolou innerhalb der Provinz Ngounié. Mit Stand von 2013 wurde die Einwohnerzahl auf 6022 bemessen. Sie liegt auf einer Höhe von 608 Metern.